# Пітер Ботвелл
Пітер Ботвелл (нар. 28 вересня 1995) — колишній ірландський тенісист.
Найвищу одиночну позицію світового рейтингу — 602 місце досяг 5 серпня 2019, парну — 447 місце — 17 вересня 2018 року.

## Фінали ATP Челленджер і ITF Ф'ючерс

### Одиночний розряд: 2 (1–1)
| Легенда              |
| -------------------- |
| ATP Челленджер (0–0) |
| ITF Ф'ючерс (1–1)    |

| Фінали за покриттям |
| ------------------- |
| Тверде (0–1)        |
| Ґрунт (0–0)         |
| Трава (0–0)         |
| Килим (1–0)         |

| Результат | В-П | Дата     | Турнір                | Рівень  | Покриття | Суперник           | Рахунок       |
| --------- | --- | -------- | --------------------- | ------- | -------- | ------------------ | ------------- |
| Поразка   | 0–1 | Лис 2016 | Іспанія F38, Альмерія | Ф'ючерс | Тверде   | Рікардо Охеда Лара | 0–6, 2–6      |
| Перемога  | 1–1 | Сер 2018 | Ірландія F1, Дублін   | Ф'ючерс | Килим    | Раян Джеймс Сторрі | 5–7, 6–3, 6–3 |

### Парний розряд: 17 (8–9)
| Легенда              |
| -------------------- |
| ATP Челленджер (0–0) |
| ITF Ф'ючерс (8–9)    |

| Фінали за покриттям |
| ------------------- |
| Тверде (8–6)        |
| Ґрунт (0–1)         |
| Трава (0–0)         |
| Килим (0–2)         |

| Результат | В-П | Дата     | Турнір                          | Рівень                | Покриття | Партнер             | Суперники                                      | Рахунок               |
| --------- | --- | -------- | ------------------------------- | --------------------- | -------- | ------------------- | ---------------------------------------------- | --------------------- |
| Поразка   | 0–1 | Лип 2014 | Ірландія F1, Дублін             | Ф'ючерс               | Килим    | Девід О'Гейр        | Едвард Коррі Фредерік Нільсен                  | 2–6, 5–7              |
| Поразка   | 0–2 | Жов 2015 | Греція F7, Іракліон             | Ф'ючерс               | Тверде   | Тобі Мартін         | Ллойд Ґласспул Джошуа Ворд-Гібберт             | 3–6, 5–7              |
| Перемога  | 1–2 | Гру 2015 | Туніс F35, Порт-ель-Кантауї     | Ф'ючерс               | Тверде   | Ллойд Ґласспул      | Аніс Горбель Васко Младенов                    | 6–1, 6–4              |
| Перемога  | 2–2 | Гру 2016 | Іспанія F39, Альмерія           | Ф'ючерс               | Тверде   | Акіра Сантіллан     | Давід Веґа Ернандес Роберто Ортега Ольмедо     | 6–2, 5–7, [10–2]      |
| Поразка   | 2–3 | Тра 2017 | Туреччина F19, Анталія          | Ф'ючерс               | Ґрунт    | Семюел Ботвелл      | Джоел Каннелл Мануель Пенья Лопес              | 1–6, 6–4, [5–10]      |
| Поразка   | 2–4 | Лип 2017 | Ірландія F1, Дублін             | Ф'ючерс               | Килим    | Ллойд Ґласспул      | Скотт Клейтон Джонні О'Мара                    | 1–6, 3–6              |
| Поразка   | 2–5 | Вер 2017 | Велика Британія F4, Ноттінгем   | Ф'ючерс               | Тверде   | Люк Джонсон         | Жонатан Канар Ромен Бові                       | 3–6, 7–5, [8–10]      |
| Поразка   | 2–6 | Вер 2017 | Велика Британія F5, Рогемптон   | Ф'ючерс               | Тверде   | Люк Джонсон         | Лукас Катаріна Адріан Бодмер                   | 2–6, 2–6              |
| Перемога  | 3–6 | Жов 2017 | Велика Британія F6, Барнстепл   | Ф'ючерс               | Тверде   | Ніл Поффлі          | Роберт Картер Раян Пеністон                    | 6–4, 6–7(5–7), [10–6] |
| Перемога  | 4–6 | Жов 2017 | Єгипет F29, Шарм-еш-Шейх        | Ф'ючерс               | Тверде   | Давід Перес Санс    | Олександр Леоненко Нікіта Маштаков             | 6–0, 6–3              |
| Перемога  | 5–6 | Бер 2018 | Португалія F4, Quinta do Lago   | Ф'ючерс               | Тверде   | Джек Фіндел-Гоукінс | Франсіску Кабрал Tiago Cação                   | 7–6(7–5), 7–6(7–3)    |
| Поразка   | 5–7 | Кві 2019 | M25 Сандерленд, Велика Британія | Світовий тенісний тур | Тверде   | Скотт Данкан        | Єйтс Джонсон Гантер Джонсон                    | 4–6, 3–6              |
| Перемога  | 6–7 | Тра 2019 | M15 Іракліон, Греція            | Світовий тенісний тур | Тверде   | Генрі Крейґ         | П Віверо Гонсалес Андрес Артунедо Мартінаварро | 4–6, 7–6(7–4), [10–4] |
| Перемога  | 7–7 | Сер 2019 | M15 Сінтра, Португалія          | Світовий тенісний тур | Тверде   | Максім Чутакян      | Стюарт Паркер Юліус Тверійонас                 | 6–3, 6–2              |
| Поразка   | 7–8 | Сер 2019 | M15 Сінтра, Португалія          | Світовий тенісний тур | Тверде   | B Azevedo P e O     | Максім Чутакян Антуан Ескофф'є                 | 6–0, 2–6, [5–10]      |
| Поразка   | 7–9 | Січ 2020 | M15 Манакор, Іспанія            | Світовий тенісний тур | Тверде   | Джонатан Ґрей       | Еван Гойт Джонатан Біндінґ                     | 3–6, 4–6              |
| Перемога  | 8–9 | Бер 2020 | M15 Валі-ду-Лобу, Португалія    | Світовий тенісний тур | Тверде   | Біллі Гарріс        | Б Вінтер Лопес Альберт Роглан                  | 6–3, 6–4              |